# Nomura Holdings
Nomura Holdings, Inc. (野村ホールディングス株式会社)(TYO: 8604
, SGX: N33

, NYSE: NMR) er en japansk finansvirksomhed og et principielt medlem af Nomura Keiretsu. Koncernen driver forretninger indenfor investering, bank, finansiering og værdipapirer. Koncernen har hovedkvarter i Nihonbashi i Chuuou i Tokyo.

## Historie
Historien om Nomura begynder 25. december 1925, hvor Nomura Securities Co., Ltd. (NSC) etableres i Osaka, som en fraspaltning af Securities Dept. of Osaka Nomura Bank Co., Ltd (nutidens Resona Bank). NSC fokuserede indledningsvist på obligationsmarkedet. Det blev navngivet efter grundlæggeren Tokushichi Nomura II, en velhavende japansk aktiehandler. Han havde tidligere etableret Osaka Nomura bank i 1918, baseret på Mitsui zaibatsu modellen. Som størsteparten af japanske konglomerater eller zaibatsuer, så startede det oprindeligt i Osaka, men er i dag flyttet til Tokyo. NSC fik bemyndigelse til at handle aktier i 1938 og blev børsnoteret i 1961.
1. oktober 2001 indførte Nomura en holdingselskabsstruktur og Nomura Holdings blev etableret. Nomura tjente størsteparten af sit overskud på det japanske privatkunde bankmarked, men har ekspanderet til internationale investeringsbankforretninger. Instinet Incorporated blev overtaget i februar 2007.
I oktober 2008 overtog koncernen Lehman Brothers Holdings's investeringsbank og kapitalforretning i Asien og Europa. Nomura betalte 225 mio. amerikanske dollar for købet af Lehman's Asien-Pacific enhed.

### Datterselskaber
- Nomura Holding America Inc.,[8][9]
- Nomura Europe Holdings plc,[10][8]
- Nomura Asia Holding N.V.,[11][8]
- Nomura Securities Co., Ltd.,[8]
- Nomura Asset Management Co., Ltd.
- The Nomura Trust & Banking Co., Ltd.
- Nomura Babcock & Brown Co., Ltd.
- Nomura Capital Investment Co., Ltd.
- Nomura Investor Relations Co., Ltd.
- Nomura Principal Finance Co., Ltd.
- Nomura Funds Research And Technologies Co., Ltd.
- Nomura Pension Support & Service Co., Ltd.
- Nomura Research & Advisory Co., Ltd.
- Nomura Business Services Co., Ltd.
- Nomura Satellite Communications Co., Ltd.
- Nomura Facilities, Inc.
- Nomura Institute of Capital Markets Research
- Nomura Services India Pvt. Ltd.
- Nomura Healthcare
- Nomura Private Equity Capital
- Unified Partners
- Nomura Agri Planning & Advisory
- Instinet

## Slogan
Koncernens slogan er Nomura is "Connecting Markets East & West".